# Barocco sempre giovane

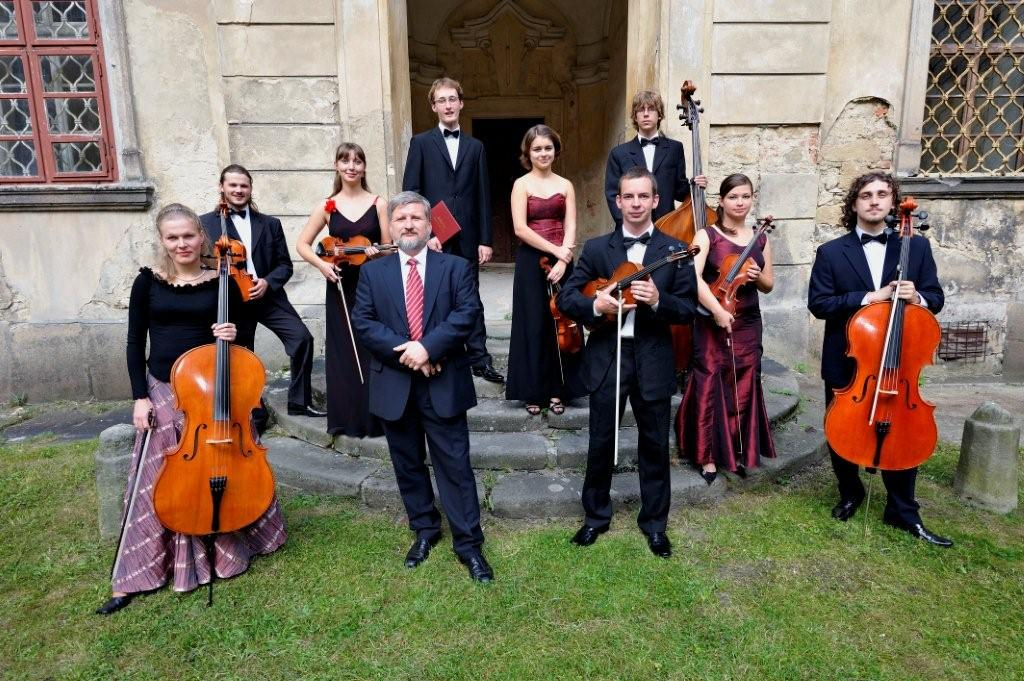
Barocco sempre giovane

Barocco sempre giovane (z wł. Barok wiecznie młody) – czeski kameralny zespół muzyczny, składający się z młodych muzyków, których pasją są interpretacje kompozycji barokowych z jego szczytowego okresu. 

## O zespole
Barocco sempre giovane został założony w 2004 r. przez wiolonczelistę Josefa Krečmera. Zespół wystąpił do tej pory na kilkudziesięciu koncertach, nagrywa płyty CD, współpracuje z Czeską Telewizją i Czeskim Radiem. Organizuje także własny cykl koncertów abonamentowych w Pardubicach. Zespół jest wszakże zorientowany na granie utworów okresu baroku, ale młodzi wykonawcy zajmują się także interpretacją muzyki poważnej oraz kompozytorów współczesnych (Luboš Sluka, Slavomír Hořínka, Vít Zouhar). Organistą i klawesynistą zespołu jest Pavel Svoboda.

## Albumy
- Antonio Vivaldi: Koncert d-moll
- CD Akademia Václava Hudečka i Barocco sempre giovane